# アストロラーベ島

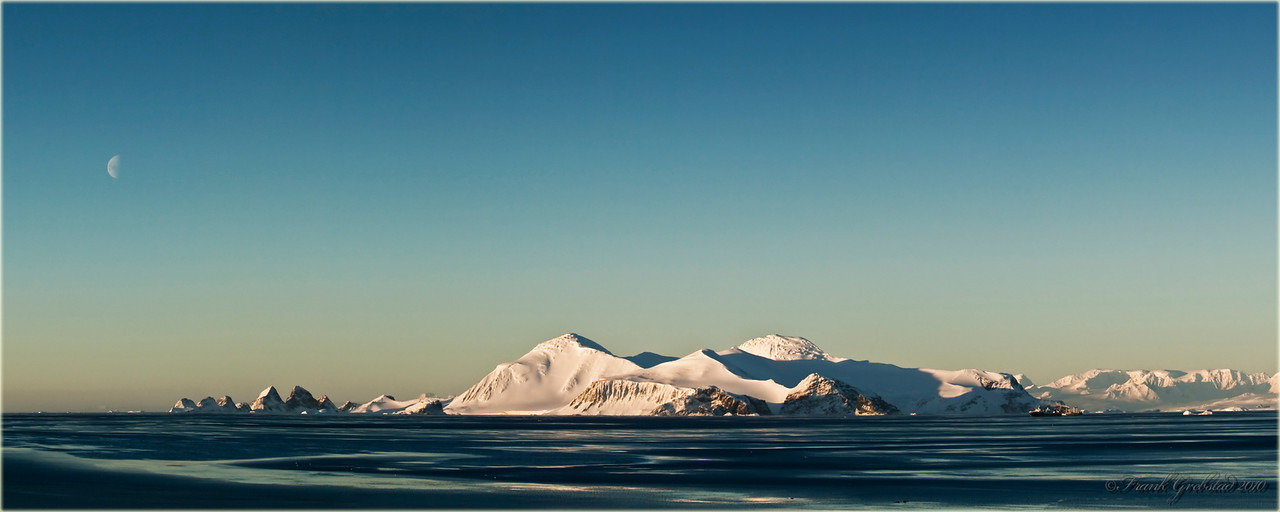
アストロラーベ島とドラゴンス・ティース

アストロラーベ島(アストロラーベとう、Astrolabe Island)は、長さ5kmの島で、南緯63度17分 西経58度40分 / 南緯63.283度 西経58.667度座標: 南緯63度17分 西経58度40分 / 南緯63.283度 西経58.667度に位置する。ブランスフィールド海峡内、トリニティ半島の北西にある。1837年から1840年にジュール・デュモン・デュルヴィルに率いられたフランスの探検隊によって発見され、彼によって、探検に使われたアストロラーベ号にちなんで命名された。

## 地形

### ディアス・ロック
ディアス・ロック(Diaz Rock、南緯63度18分 西経58度45分 / 南緯63.300度 西経58.750度)は、島の西端北側にいくつかあるうちの最も大きな岩である1947年の第一次チリ探検隊により、海軍中尉ホアキン・ディアス・マルティネスにちなんで命名された。

### ドラゴンス・ティース
ドラゴンス・ティース(Dragons Teeth、南緯63度15分 西経58度39分 / 南緯63.250度 西経58.650度)は、島の北部にある小さな岩の集まりである。英国南極地名委員会によって、黒い歯のような形から名付けられた。

### ドルモア峰
ドルモア峰(Drumohar Peak、南緯63度18分26秒 西経58度40分55秒 / 南緯63.30722度 西経58.68194度)は、標高553の氷に覆われた山頂である。ブルガリア西部のドルモアにちなんで命名された。ラドゥイル地点の東3.15km、ロガチ峰の北北西1.9kmの位置にある。

### ゲガ地点
ゲガ地点(Gega Point、南緯63度19分39秒 西経58度42分22秒 / 南緯63.32750度 西経58.70611度）は、アストロラーベ島の西岸にあり、ブランスフィールド海峡に面したモクレン湾の南東部を構成する。シェレル地点の北西1.15km、Raduil地点の南東3.35kmに位置する。この地点は、ブルガリア南西部のゲガにちなんで命名された。

### モクレン湾
モクレン湾(Mokren Bight、南緯63度19分14秒 西経58度43分08秒 / 南緯63.32056度 西経58.71889度)は、アストロラーベ島の西部でブランスフィールド海峡から850mくぼんだ幅2kmの湾である。北部はゲガ地点である。ブルガリア南東部のモクレンにちなんで命名された。

### ラドゥイル地点
ラドゥイル地点(Raduil Point、南緯63度18分14秒 西経58度44分55秒 / 南緯63.30389度 西経58.74861度)は、アストロラーベ島の北西端を構成する地点である。シェレル地点の北西4.5km、ドルモア峰の西3.15kmにある。ブルガリア南西部のラドゥイルにちなんで命名された。

### ロガチ峰
ロガチ峰(Rogach Peak、南緯63度19分19秒 西経58度39分45秒 / 南緯63.32194度 西経58.66250度)は、この島の最高峰である標高562mの氷に覆われた山頂である。ブルガリア南部のロガチにちなんで命名された。シェレル地点の北東2.28km、ドルモア峰の南南東1.9kmにある。

### シェレル地点
シェレル地点(Sherrell Point、南緯63度18分 西経58度41分 / 南緯63.300度 西経58.683度)は、島の南端の地点である。ラドゥイル地点の南東4.5km、ロガチ峰の南西2.28kmにある。1955年から1956年に行われたフォークランド諸島の探検でこの地域を調査した地質学者フレデリック・W・シェレルにちなんで命名された。